# A Family Affair
A Family Affair är en amerikansk dramakomedi från 1937. Den är regisserad av George B. Seitz. Detta är den första filmen i serien om Andy Hardy, 1930- och 40-talens "typiske" amerikanska tonåring. Den bygger på pjäsen Skidding av Aurania Rouverol. I rollerna ses bland andra Lionel Barrymore och Mickey Rooney.